# Weeeek
〈weeeek〉는 NEWS의 7번째 싱글이다.

## 개요
2번째 앨범 《pacific》과 동시 발매한 싱글이다. 발매일은 데뷔 싱글 〈NEWS일본〉과 같은 달 같은 날이다. 초회 생산 한정반과 통상반은, 자켓 디자인·수록곡이 다르다. 초회 생산 한정반·통상반 모두, 《pacific》과의 연동 기획 응모권을 동고 하는 것 외에 초회 생산 한정반은 12페이지, 통상반은 8페이지의 소책자를 봉입한다.
본작은 오리콘 싱글 차트 1위를 기록해, 앨범 《pacific》과 동시 1위를 획득했다. 또, 메이저 데뷔 싱글 〈희망~Yell~〉 이후 계속되는, 첫 등장 1위의 기록은 7작 연속이 됐다.
또, 2007년도 연간 순위에서는 10위로 NEWS에서는 첫 연간 차트 TOP 10이다.

## 수록곡

### 초회 생산 한정반
1. weeeek
작사·작곡: GReeeeN / 편곡: 스즈키 마사야, JIN
  - 크림슨 RUSS-K 〈RUSS-K를 모아라!〉 〈무슨계도 아닌 RUSS-K〉 CM송, 《레코멘!》 (분카 방송) 2007년 11월도 엔딩 테마. 보컬 그룹·GReeeeN이 NEWS를 위해서 새로 쓴 악곡이다. 타이틀에 있는 4련의 알파벳 〈e〉는 GReeeeN로부터의 제공곡인 것에 유래한다. 가사는 타이틀 대로 〈일주일간〉을 테마로 하고 있어 일하는 사회인을 응원하는 내용이다[1]. 멤버는 GReeeeN가 노래한 가노래의 음원을 건네 받아 각자 연습한 후, 2007년 7월에 레코딩에 임했다[1][2]. 맨처음의 야마시타 토모히사의 구령 〈行きまーす! イェイ! (이키마-스! 예이!)〉는 레코딩 시에 애드립으로 발한 소리가 그대로 채용된 것으로, 그런 부분은 그 밖에도 여기저기에 포함되어 있다[2]. 사비의 하모니는, 테고시 유야가 고음부를, 마스다 타카히사가 저음부를 담당했다[2][3]. 쿠보 시게아키가 감독을 맡은 PV는, 멤버가 취업용 양복이나 안경, 가방등을 구사하고, 샐러리맨으로 분장했다. 덧붙여 고정된 안무가 없기 때문에, 멤버는 각각이 자유롭게 춤추고 있다[4].
2. with me
작사: zopp / 작곡: Shusui, Tobias Lundgren, Johan Fransson, Tim Larsson / 편곡: h-wonder
3. Why
작사: zopp / 작곡: Carl Falk, Sharon Vaughn, Kristian Lundin / 편곡: 나카니시 료스케
4. weeeek （Original・Karaoke）

사양·봉입 특전
- 6면 12페이지 자켓
- 싱글&앨범 연동 기획 응모권

### 통상반
1. weeeek
2. with me
3. Rainbow
작사·작곡·편곡: Gajin
  - 콘서트에서 피로하고 있던 악곡으로, 팬의 요망에 응해 음원화가 되었다[1].

사양·봉입 특전
- 4면 8페이지 자켓
- 싱글&앨범 연동 기획 응모권